# Самуел Ханеман
Кристиян Фридрих Самуел Ханеман (на немски: Christian Friedrich Samuel Hahnemann) е немски доктор по медицина, създател на хомеопатията.
Дълго време Ханеман практикува медицина без да е доволен от резултатите. След откриването на хинина и неговия изключителен ефект върху маларията, Ханеман решава да експериментира с това вещество. Като приема дози от него, открива, че хининът предизвиква симптоми, същите като на маларията. Много бързо Ханеман стига до идеята, че това, което предизвиква определени симптоми при здрав човек, лекува същите симптоми при болен. Така той създава първия постулат на хомеопатията: подобното лекува подобно, затова нарича новият вид лечение хомеопатия (гръцки: homeo – „близък“, „подобен“ и pathos – „страдание“). По-късно започва да експериментира и с други лекарства – беладона, камфор и др.
През 1810 г. Ханеман публикува първата от 6-те редакции на книгата си „Органон на лечебното изкуство“, в която дефинира хомеопатичната философия. Скоро след това интересът към хомеопатията сериозно се повишава. Ханеман преподава по това време в университета в Лайпциг. Там е наричан от студентите си с прякора Яростен ураган, заради острия език, с който критикува някои от тогавашните практики на традиционната медицина.
През 1821 г. Ханеман изпробва 66 хомеопатични препарата и е публикува своята „Материя Медика Пюра“ в шест тома. През 1831 г. холера връхлита Централна Европа. Ханеман публикува статии върху приложението на хомеопатията при болестта.

## Биография
Роден е на 10 април 1755 година в Майсен, Саксония (днешна Германия), в обедняло семейство от средната класа. Родителите му го научават да чете и пише, така още от малък става запален читател. Изучава още ботаника, астрономия и метеорология. Преподава езици в университета в Лайпциг. Учи медицина (във Виена и Лайпциг), получава титлата доктор по медицина в Ерланген през 1779 г. През 1781 г. започва да практикува като лекар и скоро след това се жени за Йана Хенриете Кюлер, с която имат 11 деца.
В началото на практиката си Ханеман забелязва, че методите на тогавашната медицина често не предизвикват подобрение, но понякога водят до сериозно влошаване, така че ужасен се отказва да практикува и започва да се издържа от писане и преводи.
Преводът на „Монография върху Материя медика“ от Уилям Кюлен го вдъхновява да изследва лечебните ефекти на различни субстанции. Тъй като в книгата са изказани известни твърдения за това как и защо действа хинина и са описани неговите свойства, Ханеман решава да го изпробва върху себе си. След като за един кратък период приема дози хинин, това, което открива е, че всъщност веществото предизвиква симптоми, подобни на тези на маларията, от което Ханеман стига до идеята, че именно в това се крие истинската причина за лечебния ефект на хинина върху маларията.
След като изпробва и други субстанции това, което остава все пак като бариера пред приложението им е токсичността им, Ханеман започва да разрежда значително изходните субстанции. С това вредните странични явления отслабват, но отслабва и лечебният ефект. Ключов момент в разработваната от него система е въвеждането на „потенцирането“: разтворът се приготвя чрез последователни разреждания, като след всяко разреждане той се разтръсква добре. В много случаи в разтвора не остава нито една молекула на разтвореното вещество. Това дава път за тестване на силно токсични вещества като беладона. Това тестване днес е наречено доказване на лекарствата, тъй като на английски думата за тестване използвана от Ханеман – proving, означава и доказване. Така става изместване от едното значение на думата към другото с времето. Това става поради една масова и продължителна, но всъщност неправилна употреба на думата със семантиката, която Ханеман не е имал предвид. През 1810 г. публикува изводите от своята практика в „Органон на лечебното изкуство“. Новата система на лечение скоро придобива последователи в Европа и дори извън нея – Северна Америка и Индия.
Принципите на хомеопатията и работата на Ханеман според съвременния научен свят са неиздържани, а „въздействието“ на препаратите – дължащо се изцяло на плацебо-ефекта.
Умира на 2 юли 1843 година в Париж, Франция, на 88-годишна възраст.

## Произведения
- Heilkunde der Erfahrung. Norderstedt 2010, ISBN 3-8423-1326-8
- Versuch über ein neues Prinzip zur Auffindung der Heilkräfte der Arzneisubstanzen, nebst einigen Blicken auf die bisherigen ISBN 3-7760-1060-6.
- Fragmenta de viribus medicamentorum positivis (на латински)
- „Органон на лечебното изкуство“, изд. Изток-Запад, 2010 ISBN 978-954-321-644-4 (Organon of the Medical Art)
- „Материя медика Пюра“ в 4 раздела:
  - Materia medica pura (Volume 1)
  - Materia medica pura (Volume 2)
  - Materia medica pura (Volume 3)
  - Materia medica pura (Volume 4)
- „Хроничните заболявания“ Chronic Diseases, (теоретична част) в 2 тома ISBN 978-81-319-0212-7
- „The Friend of Health“, който е текст от книгата „The Lesser Writings of Samuel Hahnemann“ ISBN 978-81-7021-124-2
- „Записки относно холерата“ (Notes on Cholera)
- „Органон на медицината“ Organon of Medicine ISBN 978-81-319-0311-7
- „Трактат върху ефектите на кафето“ (Treatise on the Effects of Coffee)